# Автошлях Н 06
Автошлях Н 06 (Сімферополь — Бахчисарай — Севастополь) — автомобільний шлях національного значення на території України. Проходить територією Автономної Республіки Крим та Севастополя.
Починається в Сімферополі, проходить через Бахчисарай та закінчується у місті Севастополь.

## Загальна довжина
Сімферополь — Бахчисарай — Севастополь — 66,4 км.
Під'їзд до аеропорту «Бельбек» (м. Севастополь) — 2,9 км.
Разом — 69,3 км.